# Júnior Lacayo
Júnior Alberto Lacayo Róchez (La Ceiba, Atlántida, Honduras; 19 de agosto de 1995) es un futbolista hondureño que juega como delantero, en el Deportivo Juticalpa de la Liga Profesional de  Honduras.

## Trayectoria

### Victoria
Empezó jugando en las categorías inferiores del Club Deportivo Victoria a sus 14 años, durante su estancia en categorías menores marcó más de 120 goles y en su último torneo en una de estas categorías (Juvenil), anotó 29 tantos. Su talento lo llevó a ser comparado y llamado sucesor de grandes jugadores como "Tyson" Núñez y David Suazo.
Lacayo debutó el 29 de julio de 2012, contra el Club Deportivo Motagua en el Estadio San Jorge de Olanchito, ingresó de cambio a los 70 minutos por Rubén Licona; Victoria ganó el partido por marcador de 2-1. Anotó su primer gol como profesional el 12 de agosto en un partido ante el Club Deportivo y Social Vida. En su primer torneo llegó a la final del Apertura 2012, terminando como subcampeón al perder contra el Club Deportivo Olimpia. Lacayo terminó con un saldo de 22 partidos jugados, nueve como titular, y nueve goles anotados durante los dos torneos que jugó con Victoria.
El 7 de mayo del 2013, Lacayo viajó de manera repentina a Inglaterra para hacer pruebas con el equipo londinense, West Ham United de la Premier League. Después de regresar de Inglaterra, Lacayo estuvo en la mira de diferentes clubes europeos (Atlético de Madrid de España, y el Cagliari Calcio y Udinese Calcio  de Italia).

### Santos Laguna
El 2 de julio de 2013, el Deportivo Victoria oficializó el traspaso de Lacayo al fútbol mexicano, exactamente con las fuerzas básicas del Club Santos Laguna. No obstante, el Santos Laguna hizo oficial su traspaso hasta casi 2 meses después, el viernes 30 de agosto de 2013.
En su debut contra el equipo Sub-20 del Club León ingresó de cambio en el minuto 55 y anotó un doblete, marcando a los minutos 60 y 88. El 30 de noviembre de 2013 Santos venció de visitante por marcador de 0-1 al León y así se coronó campeón del Torneo Apertura 2013 Sub-20.
En febrero de 2014 participó en el Torneo de Viareggio que se juega cada año en Italia, jugó los tres partidos que disputó su equipo en la competencia. En el primer partido su equipo empató 2-2 en contra del Siena, en el segundo encuentro contra el Stabæk IF anotó uno de los 4 goles con el que el Santos se llevó la victoria, anotó de nueva cuenta en el último partido contra Torino, el partido terminó 2-2; a pesar de tener 5 puntos, Santos quedó fuera de la competencia por diferencia de goles.

### Tampico Madero
El 8 de junio de 2016 se confirmó en el draft del fútbol mexicano que regresa a México para incorporarse a las filas del Tampico Madero.

### Olimpia
El 20 de mayo de 2018 fichó por Olimpia, club que adquirió sus servicios deportivos en un 100% por 3 años de convenio contractual.

## Selección nacional

### Categorías inferiores
Honduras Sub-20
Participó en los Juegos Deportivos Centroamericanos 2013 en donde la Selección de fútbol de Honduras Sub-20 se adjudicó el título de campeón. Fue convocado para disputar los partidos de las Eliminatorias Centroamericanas Sub-20 en donde participó en todos los partidos y anotó tres goles; el primero fue en la victoria 1-0 ante Guatemala, otro en la goleada 5-0 frente a Belice y el último en la victoria 3-1 frente a Nicaragua. Finalmente, Honduras terminó en tercer lugar de la competencia por detrás de Panamá y El Salvador, y por encima de Guatemala, Costa Rica, Nicaragua y Belice. De esta manera consiguió la clasificación al Campeonato Sub-20 de la Concacaf de 2015 a disputarse en Jamaica. En el campeonato de la Concacaf participó en cuatro partido, dos como titular y dos entrando de cambio. Logró la calificación a la Copa Mundial de Fútbol Sub-20 de 2015 después de que su selección derrotó a Guatemala en la segunda fase de la competencia.
| Torneo                                   | Sede          | Resultado      | PJ | G |
| ---------------------------------------- | ------------- | -------------- | -- | - |
| X Juegos Deportivos Centroamericanos     | Costa Rica    | Medalla de oro | 3  | 0 |
| Eliminatorias Centroamericanas Sub-20    | El Salvador   | Clasificado    | 6  | 3 |
| Campeonato Sub-20 de la Concacaf de 2015 | Jamaica       | Clasificado    | 4  | 0 |
| Copa Mundial de Fútbol Sub-20 de 2015    | Nueva Zelanda | Primera fase   | 2  | 0 |

Honduras Sub-21
Júnior Lacayo marcó su primer gol con la Selección de fútbol de Honduras Sub-21 ante la Selección de fútbol de Nicaragua en un partido amistoso realizado el 15 de junio de 2013 en la ciudad de Managua, Nicaragua. El partido terminó con un marcador 2-2. Un año después, fue convocado para disputar los Juegos Centroamericanos y del Caribe 2014, celebrados en Veracruz, México. Jugó los cinco partidos que disputó su selección, entró de cambio en cuatro y en uno fue titular, no consiguió anotar gol.
| Torneo                                    | Sede   | Resultado    | PJ | G |
| ----------------------------------------- | ------ | ------------ | -- | - |
| XXII Juegos Centroamericanos y del Caribe | México | Cuarto lugar | 5  | 0 |

### Selección absoluta
El 25 de septiembre de 2012 el entrenador de la Selección de fútbol de Honduras, Luis Fernando Suárez, en una conferencia de prensa dio a conocer la lista de convocados para los partidos ante la Selección de fútbol de Panamá y la Selección de fútbol de Canadá, lista en la cual aparecía el delantero Júnior Lacayo. Lacayo tomó esto con mucha alegría e incluso lloró al ser muy dichoso de ser convocado a la Selección mayor a los 17 años.
En el año 2013, apareció en la lista de convocados para participar en la Copa Centroamericana 2013, torneo en el cual la Selección de fútbol de Honduras perdió la final ante la selección anfitriona, Costa Rica.
| Torneo                    | Sede       | Resultado  |
| ------------------------- | ---------- | ---------- |
| Copa Centroamericana 2013 | Costa Rica | Subcampeón |

## Estadísticas
| C. D. Victoria Honduras |               |               |     |    |   |   |   |    |     |    |
| 1.ª | 2012-13       | 22            | 9   | -  | - | - | - | 22 | 9   |    |
| Total club | Total club    | 22            | 9   | -  | - | - | - | 22 | 9   |    |
| C. Santos Laguna · México |               |               |     |    |   |   |   |    |     |    |
| 1.ª | 2013-14       | 0             | 0   | 0  | 0 | - | - | 0  | 0   |    |
| 1.ª | 2014-15       | 0             | 0   | 0  | 0 | - | - | 0  | 0   |    |
| Total club | Total club    | 0             | 0   | 0  | 0 | - | - | 0  | 0   |    |
| C. D. Victoria Honduras |               |               |     |    |   |   |   |    |     |    |
| 1.ª | 2015-16       | 15            | 1   | -  | - | - | - | 15 | 1   |    |
| Total club | Total club    | 15            | 1   | -  | - | - | - | 15 | 1   |    |
| Tampico Madero F. C. · México |               |               |     |    |   |   |   |    |     |    |
| 2.ª | 2016-17       | 8             | 0   | 0  | 0 | - | - | 8  | 0   |    |
| Total club | Total club    | 8             | 0   | 0  | 0 | - | - | 8  | 0   |    |
| C. D. Marathón Honduras |               |               |     |    |   |   |   |    |     |    |
| 1.ª | 2017-18       | 37            | 10  | 1  | 1 | - | - | 38 | 11  |    |
| Total club | Total club    | 37            | 10  | 1  | 1 | - | - | 38 | 11  |    |
| C. D. Olimpia Honduras |               |               |     |    |   |   |   |    |     |    |
| 1.ª | 2018-19       | 29            | 3   | -  | - | - | - | 29 | 3   |    |
| 1.ª | 2019-20       | 16            | 3   | -  | - | 6 | 1 | 16 | 3   |    |
| Total club | Total club    | 45            | 6   | -  | - | 6 | 1 | 51 | 7   |    |
| Univ. Pedagógica Honduras |               |               |     |    |   |   |   |    |     |    |
| 1.ª | 2020-21       | 13            | 1   | -  | - | - | - | 13 | 1   |    |
| Total club | Total club    | 13            | 1   | -  | - | - | - | 13 | 1   |    |
| Comunicaciones F. C. · Guatemala |               |               |     |    |   |   |   |    |     |    |
| 1.ª | 2020-21       | 21            | 6   | -  | - | - | - | 21 | 6   |    |
| Total club | Total club    | 21            | 6   | -  | - | - | - | 21 | 6   |    |
| Total carrera | Total carrera | Total carrera | 161 | 33 | 1 | 1 | 6 | 1  | 168 | 35 |
| (1)Incluye datos de Supercopa de Honduras (2017). (2)Incluye datos de Liga Concacaf (2019) y Liga de Campeones de la Concacaf (2020). |               |               |     |    |   |   |   |    |     |    |

## Palmarés

### Campeonatos nacionales
| Título                    | Equipo  | País     | Año    |
| ------------------------- | ------- | -------- | ------ |
| Liga Nacional de Honduras | Olimpia | Honduras | A-2019 |

### Campeonatos internacionales
| Título                                            | Club                                   | País       | Año  |
| ------------------------------------------------- | -------------------------------------- | ---------- | ---- |
| Medalla de Oro Juegos Deportivos Centroamericanos | Selección de fútbol de Honduras Sub-21 | Costa Rica | 2013 |

### Distinciones individuales
| Distinción                                     | Año     |
| ---------------------------------------------- | ------- |
| Novato del año de la Liga Nacional de Honduras | 2012/13 |